# Аварская литература
Аварская литерату́ра — литература аварцев на аварском языке, часть Дагестанской литературы. Первые памятники письменности на основе арабской графики датируются 15 веком.  Временем рождения аварской литературы считается 18 век, когда кадий Хунзаха Дибир и Мухаммед ибн Муса из Кудатли, перевели на аварский язык Калиля ва Димна. 
В начале 19 века аварская литература была расширена за счёт религиозных и дидактических произведений во времена Шамиля, а затем сатирическими и лирическими произведениями. В 1865 году в Тифлисе (Тбилиси) был напечатан аварский букварь на основе кириллицы. В 1928 году принят алфавит на основе латинской графики. С 1938 года используется письменность на основе кириллицы, с этого времени у аварцев есть собственная литература и пресса на аварском языке.  Специалистов по аварской филологии готовит Дагестанский государственный университет в Махачкале. Известными аварскими поэтами являются: Заид Гаджиев, Расул Гамзатов, Машидат Гаирбекова, Фазу Алиева, Адалло Али,  Таджутдин (Чанка). Из довольно известных произведений следует отметить народную «Песню о Хочбаре», «Герои в шубах» писателя Раджаба Дин-Магомаева.

## История развития аварской литературы
Еще в древние времена возникло устное народное творчество аварцев — эпические и лирические песни, сказки, легенды и предания, пословицы и поговорки, самыми известными из них являются песни «Сражение с Надир-шахом», «Песня о Хочбаре» и «Бахтика». Цикл героических и исторических песен повествует о событиях Кавказской войны сер. 19 в. Во 2-й пол. 19 в., после присоединения Дагестана к России, зарождается новое направление в поэзии, отражающее борьбу народа против колониального гнета царизма. В 19 в. к языку и культуре аварцев проявляли большой интерес русские ученые. В переводах на русский язык было опубликовано много трудов дагестанских ученых по истории и этнографии народов Дагестана. В 19 в. были опубликованы аварские фольклорные и литературные произведения.В 19 и нач. 20 вв. выдвинулись поэты Тажудин (Чанка) из Батлаича (1864—1910), Махмуд из Кахаб-Росо (1873—1919), Эльдарилав из Ругжа и др., воспевавшие человека, жаждущего свободы и счастья, и возвышавшие образ женщины-горянки. Наибольшей известностью пользовались произведения Махмуда из Кахаб-Росо («Мать и дочь», «Мариам» и др.). Широкое распространение в народе получили сатирические произведения Гамзата Цадасы (1877—1951) «Выступление по тревоге» (1912), «Алил Магома Дибиру» (1911), «Дибир и хомяк» (1915), «Стихи о харчевне» (1897) и др. 
Значительного расцвета аварская литература достигла после Октябрьской революции. В годы гражданской войны писали Г. Цадаса и З. Гаджиев (р. 1898). Цадаса выступил как автор сатирических и пропагандистских стихов («Рассказ о Хочбаре и Магоме», 1918, «Горской бедноте», 1921, «Кого выбирать в Советы», 1921), З. Гаджиев — как автор лирических песен и сатиры. В период Отечественной войны в литературу пришли Р. Гамзатов (р. 1923), М. Хуршилов (1905—58), Г. Залов (р. 1912). Вышли сборники стихов Р. Гамзатова «Пламенная любовь и жгучая ненависть» (1943) и «Отголоски войны» (1945); появились очерки и рассказы М. Хуршилова («Андаляльцы», 1942), Р. Динмагомаева («Коричневая змея», 1941, и «Клятва», 1942), М. Шамхалова («За родину, за свободу», 1944). Пьеса Г. Цадасы «Базалай» (1942).
Многие произведения аварской литературы приобрели всесоюзную известность, некоторые из них переведены на иностранные языки. 
Аварская проза представлена также романами М. Хуршилова «Сулак свидетель» (1943, перераб. изд. 1953) и М. Магомедова «Месть» (1960). О сов. действительности повествуют рассказы М. Шамхалова (1956), повести М. Магомедова и М. Сулиманова. Развивается драматургия (Хуршилов — «В суровые дни», 1949, Цадаса — «Сапожник», М. Гаирбекова — «За счастье надо бороться», Г. Залов — «Вдохновенная певица») и детская литература. 

## Аварские авторы
- Алиева, Фазу Гамзатовна (1932—2016)
- Гаджиев, Загид Гаджиевич (1898—1971)
- Гамзатов, Расул (1923—2003)
- Магомедов, Муса Абдулаевич (1926—1997)
- Махмуд из Кахаб-Росо (Магомедов, Махмуд) (около 1870—1919)
- Цадаса, Гамзат (1877—1951)